# Liste des cavités naturelles les plus longues de l'Indre

Département de l'Indre.

La liste des cavités naturelles les plus longues du département de l'Indre recense sous la forme d'un tableau, les cavités souterraines naturelles connues, dont le développement est supérieur ou égal à cinquante mètres.
La communauté spéléologique considère qu'une cavité souterraine naturelle n'existe vraiment qu'à partir du moment où elle est « inventée » c'est-à-dire découverte (ou redécouverte), inventoriée, topographiée et publiée. Bien sûr, la réalité physique d'une cavité naturelle est la plupart du temps bien antérieure à sa découverte par l'homme ; cependant tant qu'elle n'est pas explorée, mesurée et révélée, la cavité naturelle n'appartient pas au domaine de la connaissance partagée.
La liste spéléométrique des plus longues cavités naturelles de l'Indre (> 50 m) est  actualisée fin 2018.
La plus longue cavité répertoriée dans le département de l'Indre est la grotte Chabot à Pouligny-Saint-Pierre (cf. ligne 1 du tableau ci-dessous).

## Répartition géographique
| \| Châteauroux La Châtre Le Blanc Issoudun \| Répartition géographique des cavités naturelles de l’Indre. |
| Châteauroux La Châtre Le Blanc Issoudun                                                                   |

## Indre (France)

### Cavités de développement supérieur ou égal à50m
28 cavités sont recensées au 31-12-2018.
| Réf. | Cavités (autres noms)       | Communes                  | Massifs ou zones géographiques | Coordonnées (WGS 84)        | Dévelop. (mètres) | Dénivel. (mètres) | Sources ou références     | Mises à jour |
| ---- | --------------------------- | ------------------------- | ------------------------------ | --------------------------- | ----------------- | ----------------- | ------------------------- | ------------ |
| 1    | Grotte Chabot               | Pouligny-Saint-Pierre     | Blancois                       | 46° 40′ 15″ N, 1° 00′ 20″ E | +001 000, m       | +0020, m          | plongeesout.com           | 2000-12      |
| 2    | Grottes de Saint-Hilaire    | Saint-Hilaire-sur-Benaize | Blancois                       | 46° 33′ 31″ N, 1° 04′ 18″ E | +000750, m        | NC                | Spéléométrie de la France | 2000-12      |
| 3    | Trou du Roc                 | Mosnay                    | Boischaut Sud                  | 46° 37′ 11″ N, 1° 36′ 17″ E | +000650, m        | +0015, m          | Spéléométrie de la France | 2000-12      |
| 4    | Grotte de l'Hyène           | Pouligny-Saint-Pierre     | Blancois                       | 46° 40′ 12″ N, 1° 00′ 39″ E | +000500, m        | +0020, m          | Spéléométrie de la France | 2000-12      |
| 5    | Fontaine de Cul-Froid       | Mérigny                   | Blancois                       | 46° 38′ 27″ N, 0° 56′ 05″ E | +000490, m        | +0055, m          | Spéléo magazine n°41      | 2002-05      |
| 6    | Grotte de Mont la Chapelle  | Pouligny-Saint-Pierre     | Blancois                       | 46° 39′ 23″ N, 1° 02′ 11″ E | +000407, m        | +0023, m          | Spéléométrie de la France | 2000-12      |
| 7    | Grotte de la Roche noire    | Mérigny                   | Blancois                       | 46° 37′ 38″ N, 0° 56′ 10″ E | +000400, m        | +0015, m          | Grottocenter              | 2000-12      |
| 8    | Grotte Lhéritier            | Mérigny                   | Blancois                       | 46° 38′ 42″ N, 0° 55′ 35″ E | +000300, m        | NC                | Spéléométrie de la France | 2000-12      |
| 9    | Perte du Renard             | Celon                     | Boischaut Sud                  | 46° 32′ 48″ N, 1° 32′ 14″ E | +000250, m        | NC                | Spéléométrie de la France | 2000-12      |
| 10   | Puits de Rives              | Lurais                    | Blancois                       |                             | +000250, m        | NC                | Spelunca n°72             | 2000-12      |
| 11   | Grotte Pailler              | Mérigny                   | Blancois                       | 46° 39′ 30″ N, 0° 54′ 52″ E | +000200, m        | NC                | Spéléométrie de la France | 2000-12      |
| 12   | Grotte de Gaudon            | Mérigny                   | Blancois                       | 46° 37′ 14″ N, 0° 56′ 14″ E | +000150, m        | NC                | Spéléométrie de la France | 2000-12      |
| 13   | Gouffre de Merlangeon       | Douadic                   | Blancois                       | 46° 42′ 25″ N, 1° 05′ 08″ E | +000130, m        | NC                | Spéléométrie de la France | 2000-12      |
| 14   | Grotte du Rocher de la Dube | Mérigny                   | Blancois                       | 46° 38′ 36″ N, 0° 56′ 05″ E | +000108, m        | NC                | Spéléométrie de la France | 2000-12      |
| 15   | Gouffre Tornado             | Mosnay                    | Boischaut Sud                  | 46° 37′ 27″ N, 1° 35′ 52″ E | +000100, m        | +0034, m          | Spéléométrie de la France | 2000-12      |
| 16   | Grotte de la Garenne        | Saint-Aigny               | Blancois                       | 46° 39′ 12″ N, 1° 01′ 09″ E | +000100, m        | NC                | Spéléométrie de la France | 2000-12      |
| 17   | Grotte de Montenault n° 1   | Lurais                    | Blancois                       | 46° 40′ 41″ N, 0° 54′ 36″ E | +0 00087, m       | NC                | Spéléométrie de la France | 2000-12      |
| 18   | Grotte du Moulin            | Saint-Hilaire-sur-Benaize | Blancois                       | 46° 34′ 25″ N, 1° 03′ 57″ E | +0 00064, m       | NC                | Spéléométrie de la France | 2000-12      |
| 19   | Grottes de l'Arche          | Pouligny-Saint-Pierre     | Blancois                       | 46° 40′ 16″ N, 1° 00′ 20″ E | +0 00060, m       | NC                | Spéléométrie de la France | 2000-12      |
| 20   | Résurgence de la Chaise     | Tendu                     | Boischaut Sud                  | 46° 38′ 40″ N, 1° 33′ 33″ E | +0 00050, m       | NC                | Spéléométrie de la France | 2000-12      |
| 21   | Perte des Thibauts          | Tendu                     | Boischaut Sud                  | 46° 36′ 52″ N, 1° 35′ 15″ E | +0 00050, m       | NC                | Spéléométrie de la France | 2000-12      |
| 22   | Grotte de Saint-Marcel n° 1 | Saint-Marcel              | Boischaut Sud                  |                             | +0 00050, m       | NC                | Spéléométrie de la France | 2000-12      |
| 23   | Grotte de Cors              | Oulches                   | Boischaut Sud                  |                             | +0 00050, m       | NC                | Spéléométrie de la France | 2000-12      |
| 24   | Gouffre aux Rhinolophes     | Le Pont-Chrétien-Chabenet | Boischaut Sud                  |                             | +0 00050, m       | +0016, m          | Spéléométrie de la France | 2000-12      |
| 25   | Gouffre du Rafou            | Pouligny-Saint-Pierre     | Blancois                       | 46° 41′ 10″ N, 1° 03′ 09″ E | +0 00050, m       | +0017, m          | Spéléométrie de la France | 2000-12      |
| 26   | Grotte des Roches n° 3      | Pouligny-Saint-Pierre     | Blancois                       | 46° 40′ 22″ N, 1° 00′ 20″ E | +0 00050, m       | NC                | Spéléométrie de la France | 2000-12      |
| 27   | Gouffre de Boisramier       | Ambrault                  | Boischaut Sud                  | 46° 46′ 56″ N, 1° 55′ 54″ E | +0 00050, m       | +0018, m          | Spéléométrie de la France | 2000-12      |
| 28   | Gouffre de la Tuilerie      | Tendu                     | Boischaut Sud                  | 46° 37′ 27″ N, 1° 35′ 51″ E | +0 00050, m       | +0024, m          | Spéléométrie de la France | 2000-12      |